# 卡希比奧
卡希比奧是哥倫比亞的城鎮，位於該國西南部，由考卡省負責管轄，距離首府波帕揚29公里，始建於1560年10月16日，面積747平方公里，海拔高度1,520米，2005年人口34,818。